# SUBE

Картка SUBE

Система єдиного електронного квитка (ісп. Sistema Único de Boleto Electrónico), більш відома за акронімом SUBE — платіжна карткова система, яка дозволяє переказувати кошти з картки для оплати проїзду у метро, залізничному й іншому громадському транспорті Буенос-Айреса і низки інших міст Аргентини.
Картка системи SUBE є безконтактною карткою стандарту ISO/IEC 14443 MIFARE Classic 1K.

## Створення та реалізація
Створенню системи електронного квитка в Аргентині посприяла довготривала нестача монет, які традиційно використовувалися для оплати проїзду у громадському транспорті. Система SUBE була офіційно запущена в експлуатацію 19 червня 2009 року.
Розподіл карток спочатку був безкоштовним, для отримання достатньо було тільки заповнити анкету і представити документ для підтвердження особи заявника. З метою популяризації електронних квитків почалася рекламна кампанія і було побудовано центри, де можна отримати картки. Також у деяких магазинах надавалися знижки за умови пред'явлення картки SUBE.
Уряд Аргентини призначив завершення впровадження системи SUBE на 30 листопада 2011 року. На 1 грудня 2011 року всі види міського та приміського транспорту Буенос-Айреса мали бути оснащені валідаторами для використання карток. Починаючи з цієї дати згідно з резолюцією № 811 Національної комісії з регулювання транспорту ті види громадського транспорту, які не були обладнані валідаторами, мали надавати свої послуги безкоштовно. Ця резолюція посприяла тому, що перевізники впровадили систему вчасно.
Після 3 березня 2012 року картки SUBE можна лише придбати за гроші.
2012 року виник скандал щодо британської компанії Global Infrastructure, яка займалася впровадженням проекту SUBE. Виявилось, що компанія на момент проведення тендеру не існувала, а пізніше вона подавала фіктивні дані у звітності. Внаслідок скандалу контракт з Global Infrastructure було розірвано.
2015 року Міністерство транспорту Аргентини зобов'язало впровадити систему SUBE в усіх містах країни з населенням більше 200 тисяч осіб.
2016 року було впроваджено соціальний тариф зі знижкою 55 % на оплату проїзду за допомогою карток SUBE для пенсіонерів, учасників бойових дій на Мальвінських островах та інших пільгових категорій населення.
На 2018 рік картка, на яку нараховується баланс у 20 песо, коштує 25 песо у разі купівлі персонально або 160 песо, якщо замовляти онлайн з доставкою додому. Отримавши картку, користувач може покласти на неї кошти на суму до від 6 до 1200 песо в будь-якому з центрів обслуговування карток, терміналів самообслуговування, через сайт та офіційний мобільний додаток системи. Для використання картка повинна бути зареєстрована і прив'язана до номера посвідчення особи.

## Мережа

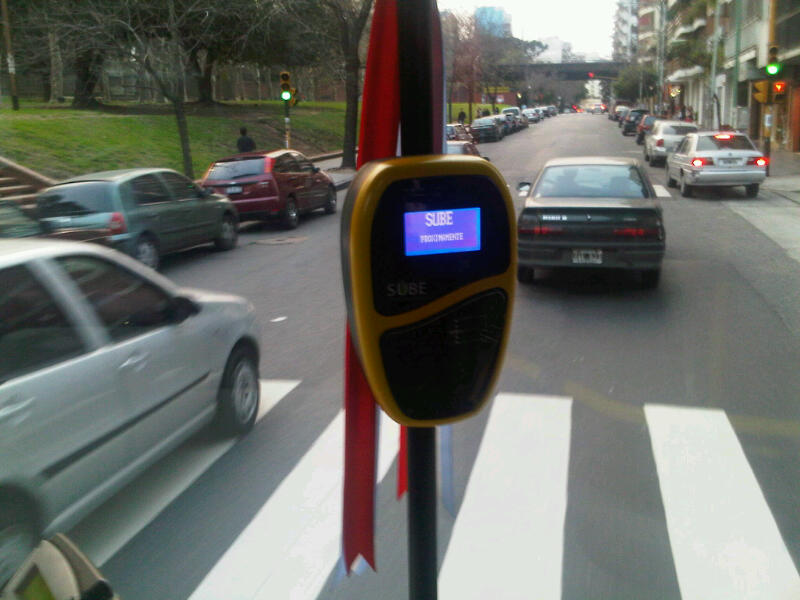
Валідатор для картки SUBE.

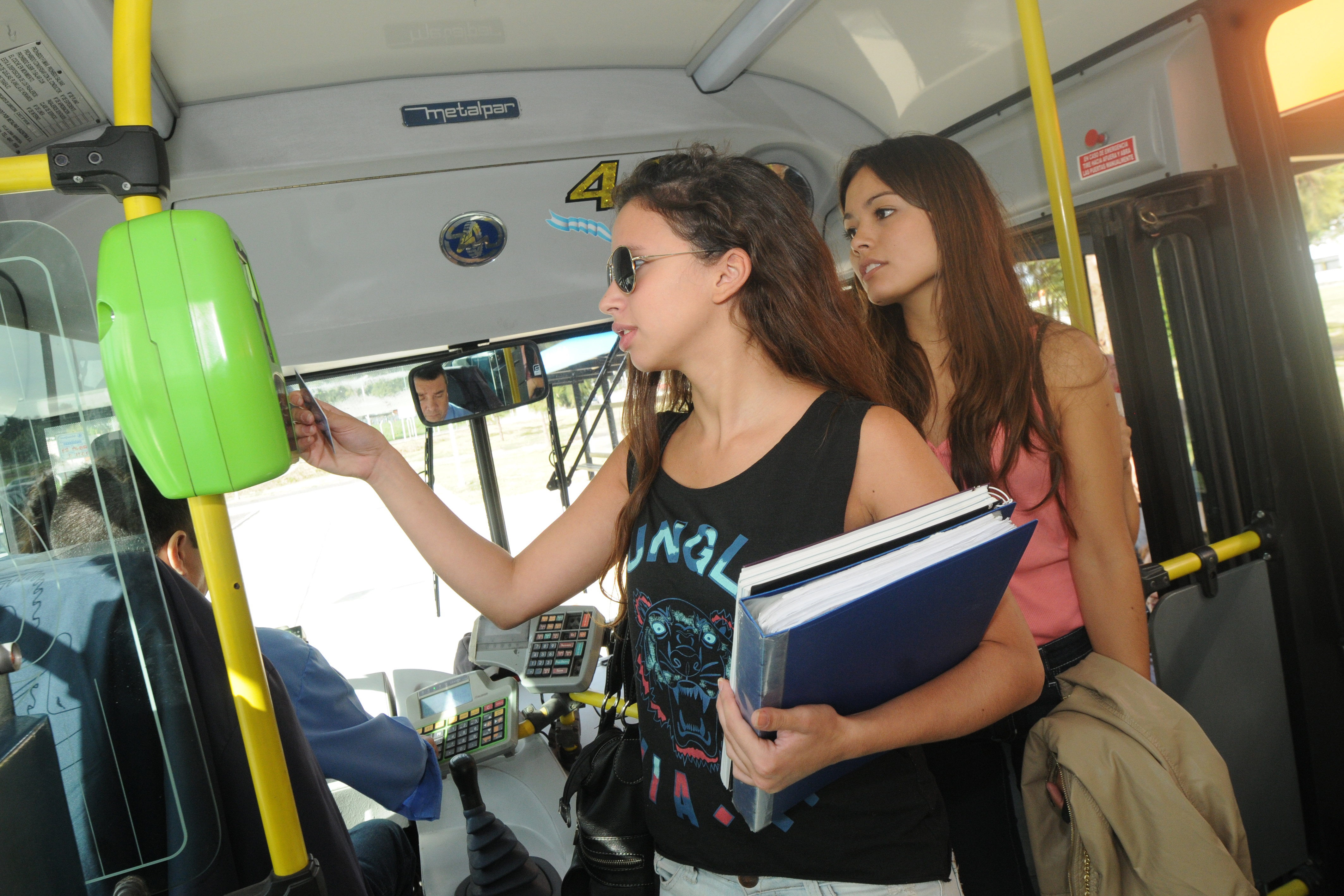
Пасажирка сплачує за проїзд за допомогою картки SUBE

SUBE використовується для оплати проїзду у різних видах громадського транспорту у низці міст Аргентини, де є валідатори для картки. Найбільш поширена система у Великому Буенос-Айресі, але її розширення в інших містах триває. З 2016 року SUBE є єдиним варіантом оплати проїзду у громадському транспорті міста Буенос-Айреса.

### Великий Буенос-Айрес

#### Приміський залізничний транспорт
- Línea Belgrano Norte
- Línea Belgrano Sur
- Línea Roca
- Línea Urquiza
- Línea San Martín
- Línea Mitre
- Línea Sarmiento
- Tren De La Costa

#### Метро
Лінії метро Буенос-Айреса:
- Лінія
- Лінія
- Лінія
- Лінія
- Лінія
- Лінія
- Преметро

#### Колективо
Національні лінії колективо
1, 2, 4, 5, 6, 7, 8, 9, 10, 12, 15, 17, 19, 20, 21, 22, 23, 24, 25, 26, 28, 29, 31, 32, 33, 34, 36, 37, 39, 41, 42, 44, 45, 46, 47, 49, 50, 51, 53, 55, 56, 57, 59, 60, 61, 62, 63, 64, 65, 67, 68, 70, 71, 74, 75, 76, 78, 79, 80, 84, 85, 86, 87, 88, 90, 91, 92, 93, 95, 96, 97, 98, 99, 100, 101, 102, 103, 104, 105, 106, 107, 108, 109, 110, 111, 112, 113, 114, 115, 117, 118, 123, 124, 126, 127, 128, 129, 130, 132, 133, 134, 135, 136, 140, 141, 143, 146, 148, 150, 151, 152, 153, 154, 158, 159, 160, 161, 163, 165, 166, 168, 169, 172, 174, 175, 176, 177, 178, 179, 180, 181, 182, 184, 185, 188, 193, 194, 195, Arbus
Провінційні лінії колективо
200, 202, 203, 204A, 204B, 205, 206, 214, 215, 218, 219, 222, 223A ,223B, 225, 228A, 228B, 228C, 228D, 228E, 228F, 236, 237, 238, 239A, 239B, 242, 243, 244, 245, 247, 252, 253, 256, 257, 263A, 263B, 264, 266, 269, 271, 273, 275, 276, 277, 278, 281, 283, 284, 288, 290, 291, 293, 295, 297, 298, 299, 300, 302, 303, 306, 307, 310, 311, 312, 313, 314, 315, 317, 318, 320, 321, 322, 323, 324, 325, 326, 327, 328, 329, 333, 336, 338, 340, 341, 343, 350, 354, 355, 364, 365, 370, 371, 372, 373, 378, 379, 382, 383, 384, 385, 386, 388, 390, 391, 392, 394, 395, 403, 404, 405, 406, 407, 410, 411, 414, 418, 421, 422, 429, 430, 432, 435, 436, 437, 440, 441, 443, 445, 446, 448, 449, 461, 462, 463, 464
Муніципальні лінії колетктиво
1, 2, 500, 501, 502, 503, 504, 504A, 504B, 505, 506, 507, 508, 509, 510, 511, 512, 513, 514, 515, 518, 520, 521, 522, 523, 524, 526, 527, 532, 540, 541, 542, 543, 544, 547, 548, 549, 550, 551, 552, 553, 561, 562, 564, 570, 580, 582, 583, 584, 585, 586, 600, 603, 619, 620, 621, 622, 624, 628, 629, 630, 634, 635, 670, 707, 710, 720, 721, 722, 723, 740, 741, 745, 749, лінії Este, Sur, Oeste, Norte, Universitaria міста Ла-Плата

#### Платні дороги
- Автотраса Сонця
- Західна автотраса
- Буенос-Айрес — Ла-Плата (національний автошлях № 1)

### Провінція Буенос-Айрес

#### Баїя-Бланка
Лінії 500, 502, 503, 504, 505, 506, 507, 509, 512, 513, 513EX, 514, 516, 517, 518, 519, 519A, 520

#### Батан[es]
Лінії 715M, 720M

#### Вілья-Хесель[en]
Лінія 504ABC, 504DF, 504E

#### Вісенте-Лопес
Лінія 456

#### Кармен-де-Патагонес
Лінія LIBORIO

#### ОкругЛа-Коста
Лінії Zona Norte, Zona Centro, Zona Sur, Interurbano, Las Toninas, Mar de Ajó, San Bernardo del Tuyú, San Clemente del Tuyú

#### Мар-дель-Плата
Провінційні лінії: 212, 221, 259.
Муніципальні лінії: 501, 511, 512, 512B ,521, 522, 523, 525, 531, 532, 533, 541, 542, 543, 551, 552, 553, 554, 555, 562, 563, 571, 572, 573, 581, 591, 593, 715, 717, 719 і 720.

#### Некочеа[en]
Лінії 502, 503, 510, 511, 512, 513, 514, 515, 517, 518

#### Олаваррія[en]
Лінії 500A, 500B, 501, 502, 503, 504, 509, 510, 514

#### Пергаміно
Лінії 1 і 2

#### Пінамар[en]
Лінія 1P

#### Сан-Ніколас-де-лос-Арройос
Лінії 1,2,3,4,5,6,7,8,10

#### Тигре[en]
Лінії 450, 451, 452, 453, 454

### ПровінціяВогняна Земля

#### Ріо-Гранде[en]
Лінія 2964

#### Ушуая
Лінія 123U

### ПровінціяЕнтре-Ріос

#### Парана
Лінії 1,2,3,4,5,6,7,8,9,10,11,12,14,15,20,22,23,11-21,906,907

### ПровінціяЖужуй

#### Пальпала
Лінії 010, 049, 049A, 049B, 049F, 10A, 10J, 11K, 12L, 1A, 2B, 2B1, 3C, 4D, 4D1, 5E, 8H, 9I

#### Сан-Сальвадор-де-Жужуй
Лінії 001, 2, 003, 4, 5, 6, 007, 8, 009, 010, 11A, 11B, 012, 013, 014, 015, 16, 017, 18, 19, 20, 21, 022, 023, 024, 25, 26, 27, 029, 30, 031, 32, 33, 34, 035, 036, 37, 038, 039, 40, 041, 042, 043, 44, 045, 46, 047, 048I, 49, 052

### ПровінціяКатамарка

#### Сан-Фернандо-дель-Вальє-де-Катамарка
Лінії 101, 101A, 101C, 102, 104, 108, 109, 109A, 201, 203

#### Полькос[en]
Лінія 106

#### Трес-Пуентес
Лінія 103, 105, 202, 204, 207

### ПровінціяКоррієнтес
Лінії у м. Коррієнтес: 101, 102, 103, 104, 105, 106, 108, 109, 110.

### ПровінціяЛа-Пампа

#### Хенераль-Піко[en]
Лінії 1,2

#### Санта-Роса
Лінії 1,2,3,4,5,6,7,8

### ПровінціяМісьйонес

#### Апостолес
Лінія 912

### ПровінціяНеукен

#### Неукен
Лінії колективо 001, 002, 003, 003, 004, 005 A, 005 B, 005 E, 006, 007 A, 007 B, 008, 009, 012, 013, 014, 015, 017, 018, 101, 102, 401, 404, 404, 501, 502, 516, 914
Поїзд Tren del Valle

#### Сан-Мартін-де-лос-Андес[en]
Лінії 1,2,3,4,5,6,7,8,9

### ПровінціяРіо-Негро

#### Барілоче
Лінії 010, 011, 020, 021, 022, 030, 031, 040, 041, 050, 051, 055, 060, 061, 070, 071, 072, 080, 081, 082, 083, 084

#### В'єдма
Лінії 1A, 1B, 2C, 2D, 2E, 2F, 908

#### Чиполетті
Tren del Valle

### ПровінціяСан-Луїс

#### Сан-Луїс
Лінії A, BCG, D, E, E1, F, H, I, N, OK, P, R

### ПровінціяСан-Хуан

#### Маркесадо
Лінії 006, 007, 014, 035, 070

#### Рівадавія[es]
Лінії 009, 010, 017, 021, 038, 040, 041, 042, 053, 125, 38A

#### Росон[es]
Лінії 015, 026B, 027, 045, 047, 049, 050, 060, 116, 123, 123-1, 123-2, 125HR, 125MQ, 129, 143, 146

#### Санта-Люсія[es]
Лінії 006A, 012, 012A, 013

#### Сан-Хуан
Лінії 2, 4, 6, 6A, 6B, 7, 8, 9, 10, 11, 12, 12A, 13, 14, 14A, 15, 15A, 17, 17-UDAP, 17-San Justo, 20-CGT/Los Andes, 21, 26A, 26B, 27, 28, 32, 32-Directo, 33S, 33M, 35, 35A, 36, 38, 39, 40, 41, 42, 45, 46, 47, 48, 49, 50, 53, 60, 70.
Лінії середньої дальності: 4, 18, 18A, 19, 20, 22, 23, 24, 25, 25/7, 29, 43, 46, 47-Vidart, 109, 122, 125.

### ПровінціяСанта-Крус

#### Ріо-Гальєгос
Лінія 1

### ПровінціяСанта-Фе

#### Венадо-Туерто[en]
Лінії 1,2,3,4

#### Вілья-Констітусьйон[en]
Лінія М

#### Росаріо
Лінії 500I, 500J, 500K, 910, 915

#### Санта-Фе
Лінії 001, 003, 004, 005, 008, 009, 010, 011, 013, 014, 015, 016, 018, 100, 101, 102, 157, 157, C, RONDA B, 002

### ПровінціяФормоса

#### Формоса
Лінії 020, 025, 030, 040, 050, 060, 070, 075, 080, 090, 095, 100

### ПровінціяЧако

#### Пресіденсья-Роке-Саенс-Пенья
Лінія 1

#### Ресістенсія
Лінії 002, 003, 005, 008, 009, 012, 101, 104, 106, 107, 110, 111, 122, 902, COLONIA POPUL, PUERTO TIROL, RES COL POP Y VIC, RES PUERTO TIROL Y VIC

### ПровінціяЧубут

#### Комодоро-Рівадавія
Лінії 1,2,3,4,5,6,7,8,9,10,11,12,13

#### Росон
Лінії 1,2,3

#### Трелев
Лінії 1,2,3,4,5